# Wschodnioniemiecka Wystawa Przemysłu, Rzemiosła i Rolnictwa 1911 w Poznaniu
Wschodnioniemiecka Wystawa Przemysłu, Rzemiosła i Rolnictwa 1911 w Poznaniu (niem. Ostdeutsche Ausstellung für Industrie, Gewerbe und Landwirtschaft Posen) – wystawa odbywająca się od 15 maja do 30 września 1911 roku w Poznaniu. Założeniem wystawy było pokazanie osiągnięć gospodarczych, społecznych i kulturalnych Niemców na terenie Wielkopolski, Pomorza, Śląska i Prus Wschodnich. 

## Historia
Wystawa Wschodnioniemiecka była pierwszą organizowaną w Poznaniu wielką imprezą wystawienniczą. Nie miała charakteru ściśle targowego – jej zadaniem była prezentacja potencjału i możliwości niemieckich na terenach wschodnich Prus. Pomysłodawcą imprezy i jej honorowym patronem był cesarz Wilhelm II. Jego syn, następca tronu, Fryderyk Wilhelm, był przewodniczącym komitetu honorowego. Dzięki dużym funduszom zapewnionym przez cesarza, wystawa miała bardzo reprezentacyjny charakter i urządzono ją z wielkim rozmachem. Zgromadzono ponad tysiąc wystawców z różnych regionów, przede wszystkim ze Śląska. 
Wystawę otwarł uroczyście Fryderyk Wilhelm 15 maja 1911 roku, na placu pod zbudowaną na tę okazję Wieżą Górnośląską (architekt: Hans Poelzig), którą barwnie iluminowano. Oprócz tego przygotowano wiele pawilonów tematycznych i innych atrakcji, np.:
- makietę Starego Miasta w Poznaniu (Alt Posen)[1],
- wystawę myśliwską ze strzelnicą konkursową i imitacją lasu[2],
- wioskę murzyńską (Negerdorf) z chatami, sklepem, stanowiskami rzemieślników i meczetem, propagującą niemieckie zdobycze w Afryce, w której na stałe mieszkało około 60 Murzynów,
- wzorcową wioskę osadniczą (Kleinsiedlungsdorf) przewidzianą dla zasiedlających tereny wschodnie kolonistów (z placem, domami i świątynią).

Częścią składową wystawy była Wystawa Ogrodnicza zlokalizowana w Ogrodzie Botanicznym (obecnym Parku Wilsona). Ekspozycje miały tutaj najlepsze zakłady ogrodnicze. Wystawie Ogrodniczej towarzyszyła Wystawa Sztuki Cmentarnej, na którą zakład Gmurowskiego z Poznania wykonał dużych rozmiarów krzyż oraz obelisk, wkomponowane w zieleń ozdobną. 
Po wystawie pozostawiono m.in. Halę Betonową Śląskiego Towarzystwa Budowli Betonowych (Betonhaus), która mieściła także restaurację wystawową (potem przebudowana na salę gimnastyczną), okrągły pawilon muzyczny z kopulastym dachem, a także Forstpavillon z bierwion z wysokim dachem i wieżą, mieszczący ekspozycję leśnictwa państwowego.
Z wystawy do dziś zachowały się w całości dwa obiekty: kościółek norweski (obecnie zlokalizowany na Krzesinach) i pawilon winiarni (obecnie restauracja Meridian w Parku Sołackim).
Z okazji wystawy ukazywały się przewodniki po niej, druki ulotne, albumy, pocztówki.

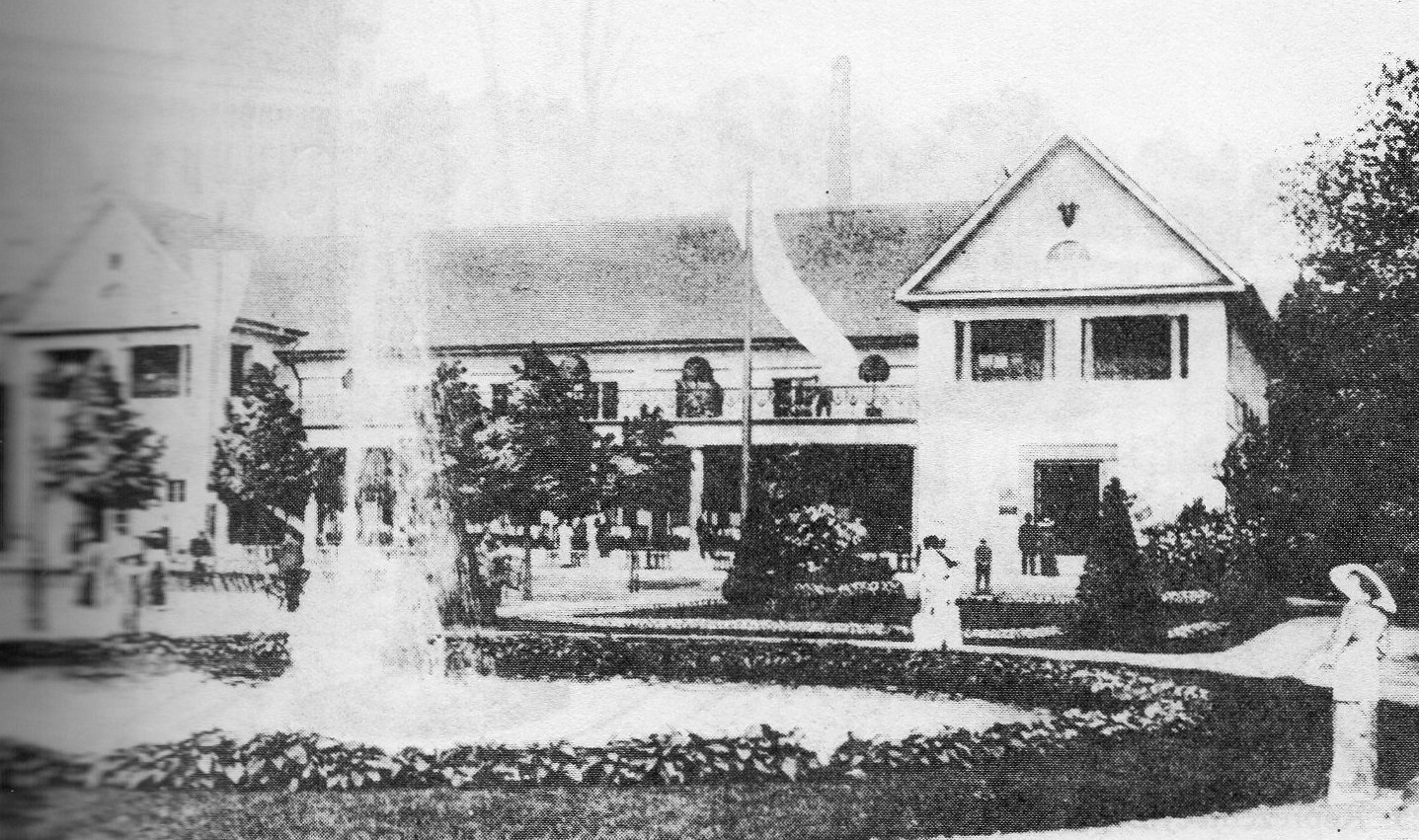
Betonhaus – Hala Betonowa Śląskiego Towarzystwa Budowli Betonowych, jeden z pawilonów wystawy

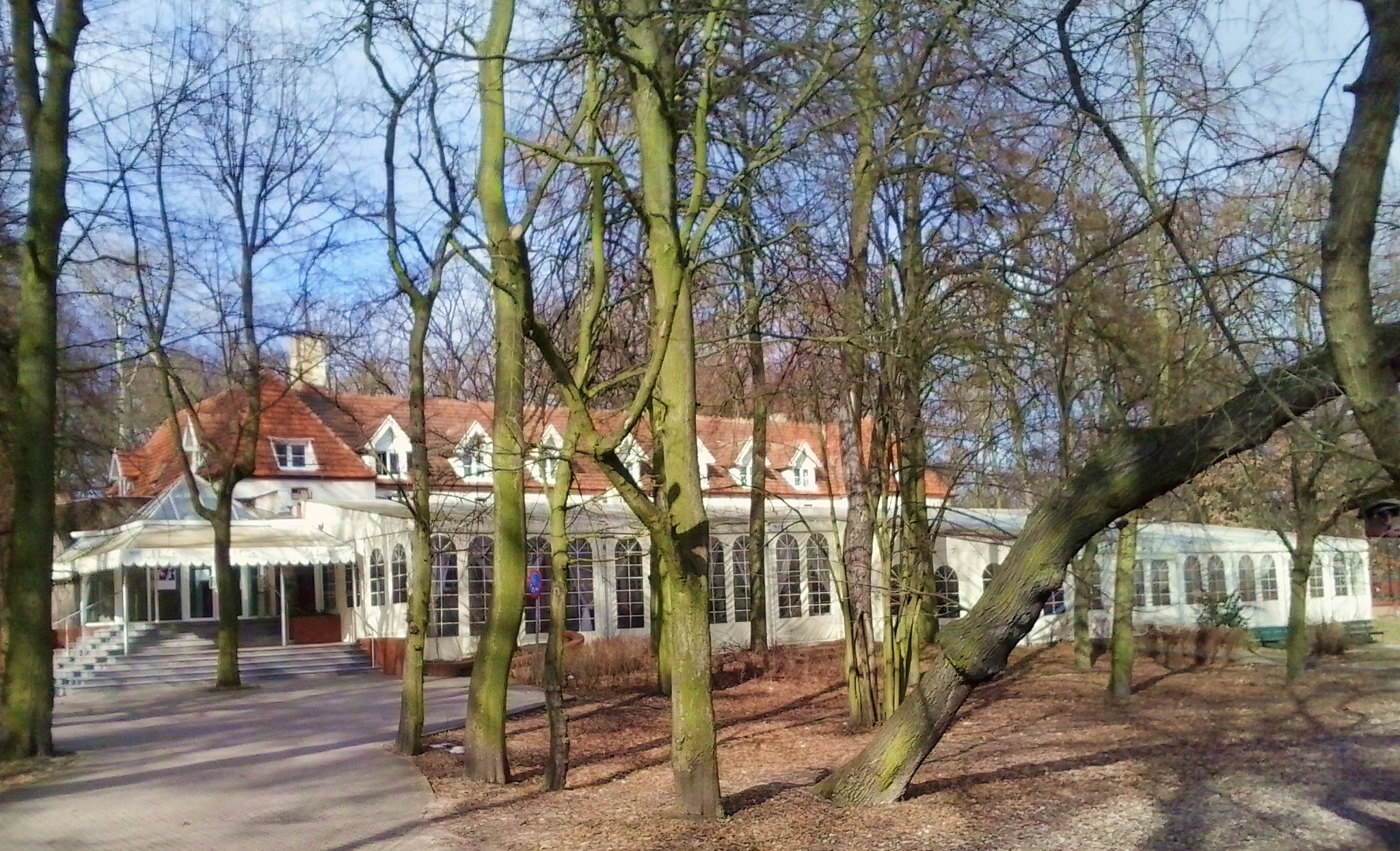
Restauracja w Parku Sołackim